# Tachyempis agens
Tachyempis agens är en tvåvingeart som beskrevs av Axel Leonard Melander 1910. Tachyempis agens ingår i släktet Tachyempis och familjen puckeldansflugor.
Artens utbredningsområde är Washington. Inga underarter finns listade i Catalogue of Life.